# Ich + Ich
Ich + Ich (čteno jako ich und ich) je německé popové duo, které tvoří hudebníci Annette Humpe a Adel Tawil.

## Historie
Annette Humpe a Adel Tawil se poznali na jaře 2002 v jednom berlínském nahrávacím studiu při práci na stejném projektu. Humpe se líbil Tawilsůw hlas a kontaktovala jej. Tawil byl tehdy známý jako člen skupiny The Boyz. 18. dubna 2005 vydali své první společné album Ich + Ich, které obsahovalo hity „Geht’s dir schon besser?“ a „Du erinnerst mich an Liebe und Dienen“. V lednu a v únoru se kapela vydala na turné, které sklidilo velký úspěch. Skoro všechny koncerty byly vyprodané. Druhé studiové album Vom selben Stern bylo vydáno 29. června 2007. 15. června byl vydán stejnojmenný singl, 7. listopadu 2007 singl „Stark“ a 4. dubna 2008 singl „So soll es bleiben“. 13. listopadu 2009 vydali třetí studiové album Gute Reise. Koncem srpna 2010 se oba umělci rozhodli dát si od Ich + Ich pauzu a soustředit se na své sólové projekty. 1. září 2009 Humpe a Tawil popřeli fámu, že se kapela rozpadla. 1. října 2010 se Ich + Ich spolu s Mohamedem Mounirem zúčastnili soutěže Bundesvision Song Contest a se 100 body obsadili třetí místo.

## Diskografie
Studiová alba
- Ich + Ich (2005)
- Vom selben Stern (2007)
- Gute Reise (2009)